# Crocefieschi
Crocefieschi (ligurisch a Cröxe oder Cröxe di Fieschi) ist eine italienische Gemeinde in der Metropolitanstadt Genua mit 534 Einwohnern (Stand 31. Dezember 2023).

## Geographie

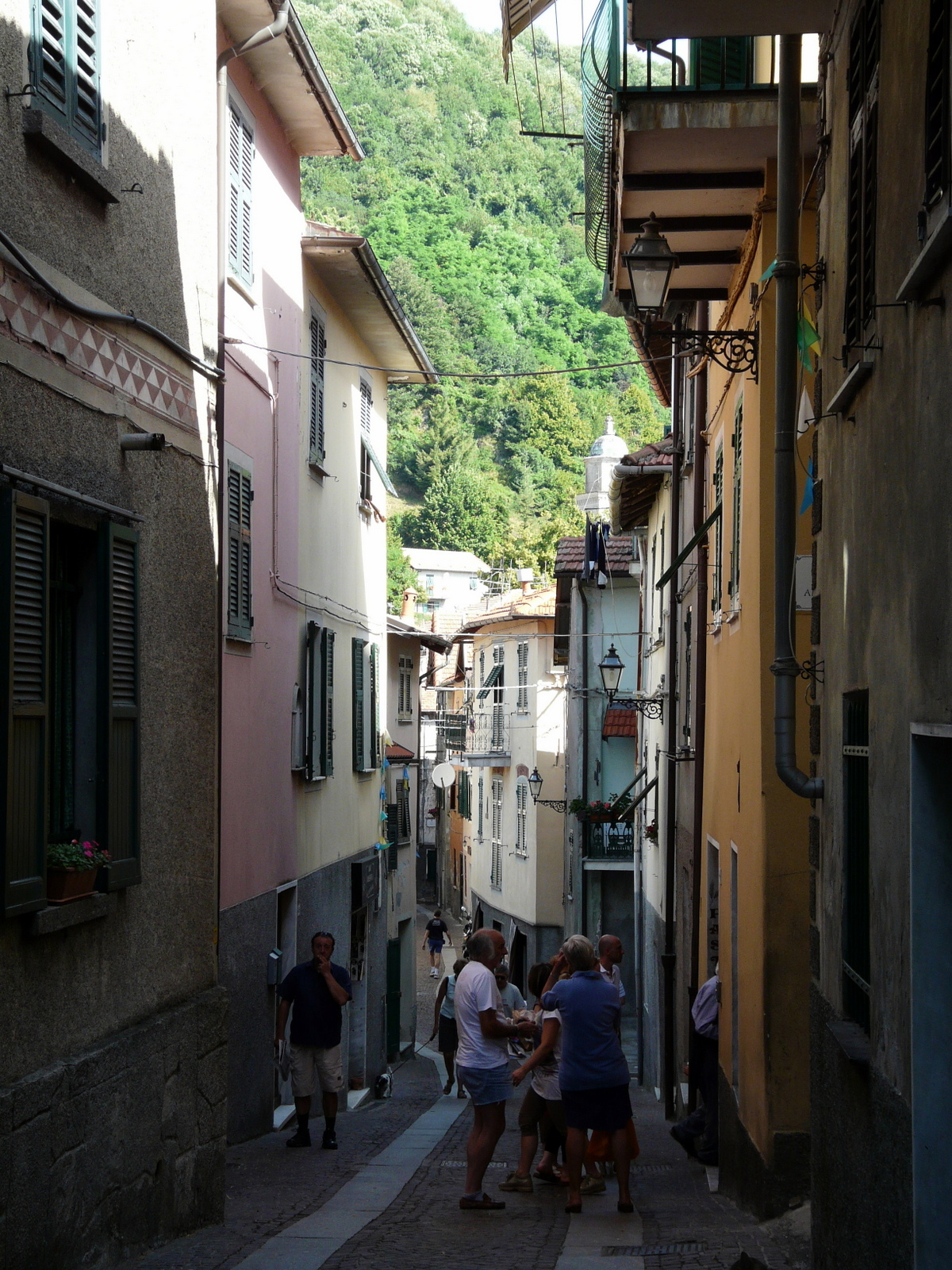
Gasse in Crocefieschi

Die Gemeinde liegt im Tal Scrivia, zwischen den Tälern der Flüsse Vobbia und Brevenna in 28 Kilometern Entfernung zur ligurischen Hauptstadt Genua. Crocefieschi gehört zur Comunità Montana Alta Valle Scrivia und zum Parco naturale regionale dell’Antola (Regionaler Naturpark Antola).
Nach der italienischen Klassifizierung bezüglich seismischer Aktivität wurde Crocefieschi der Zone 3 zugeordnet. Das bedeutet, dass sich die Gemeinde in einer seismisch wenig aktiven Zone befindet.

## Söhne und Töchter der Gemeinde
- Roberto Pruzzo (* 1955), Fußballspieler und -trainer